# Acate

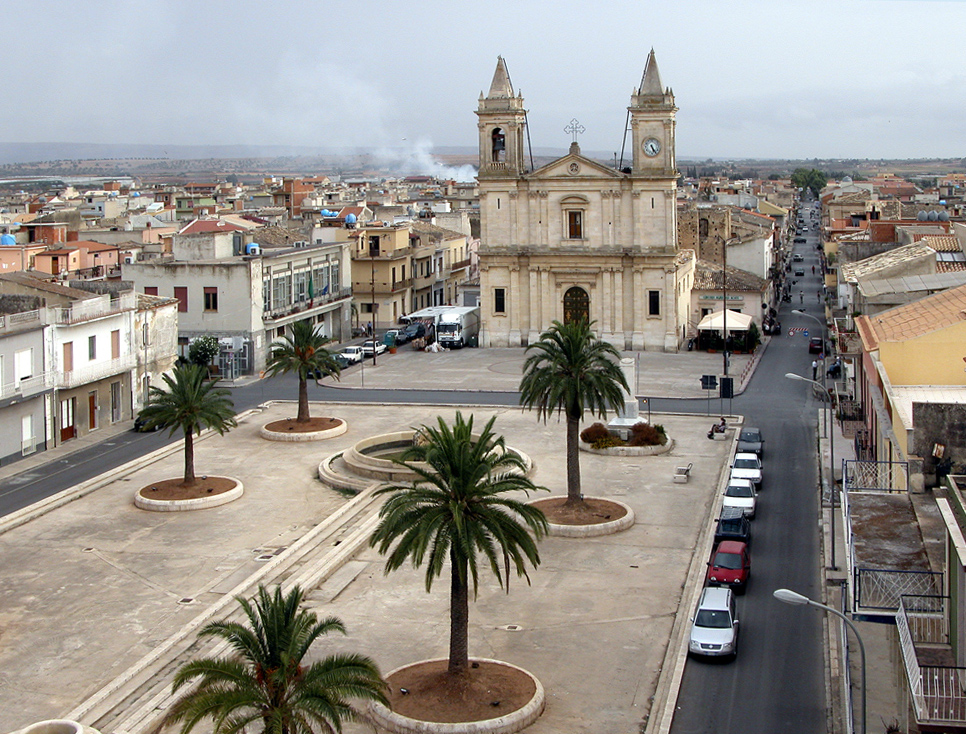
Acate – Piazza Libertà und Chiesa Madre

Acate (bis 1938 Biscari) ist eine italienische Gemeinde im Freien Gemeindekonsortium Ragusa in der Autonomen Region Sizilien mit 10.400 Einwohnern (Stand 31. Dezember 2023).

## Lage und Daten
Acate liegt 34 Kilometer nordwestlich von Ragusa. Die Einwohner leben hauptsächlich von der Landwirtschaft. Angebaut werden vor allem Zitrusfrüchte, Artischocken, Oliven, Tomaten und Wein.
Die Ortsteile von Acate sind Macconi und Marina di Acate.
Die Nachbargemeinden sind Caltagirone (CT), Chiaramonte Gulfi, Gela (CL), Mazzarrone (CT) und Vittoria.

## Geschichte
Der Ort besteht seit dem 13. Jahrhundert. In der Mitte des 17. Jahrhunderts verlegte man die Siedlung wegen der mit Malaria verseuchten Sumpfgebiete im Tal an einen höheren Platz. Acate wurde durch das Erdbeben im Jahre 1693 stark beschädigt, in der Folgezeit aber wieder aufgebaut. Bis 1938 hieß der Ort Biscari. Seinen heutigen Namen erhielt der Ort nach dem Achatgestein, das es in großen Mengen im Fluss Dirillo gab. In Acate geborene Einwohner bezeichnen sich noch immer als „Viscarani“; das „b“ wird in der lokalen Mundart zum „v“.
Im Sommer 1943 kam es hier zu einem Kriegsverbrechen durch US-amerikanische Truppen während des Zweiten Weltkrieges, bei dem mehr als siebzig italienische und zwei deutsche Soldaten nach der Gefangennahme erschossen wurden.

## Sehenswürdigkeiten
Die Kirche San Nicola stammt aus dem 17. Jahrhundert. Sie wurde nach den Zerstörungen durch das Erdbeben 1693 etwas kleiner wieder aufgebaut, wobei man die Fassade erst 1950 fertigstellte. Die Kirche liegt an der Piazza della Liberta, gegenüber dem ab 1454 errichteten Kastell, das ab dem 17. Jahrhundert der Familie Paternò, seit 1633 Fürsten von Biscari, gehörte. Das Kastell hat einen viereckigen Grundriss und wurde im 18. Jahrhundert während der Renovierungsarbeiten nach dem Erdbeben stark verändert. Neben dem Kastell befindet sich die Kirche San Vincenzo mit den sterblichen Überresten des Heiligen Vinzenzo.

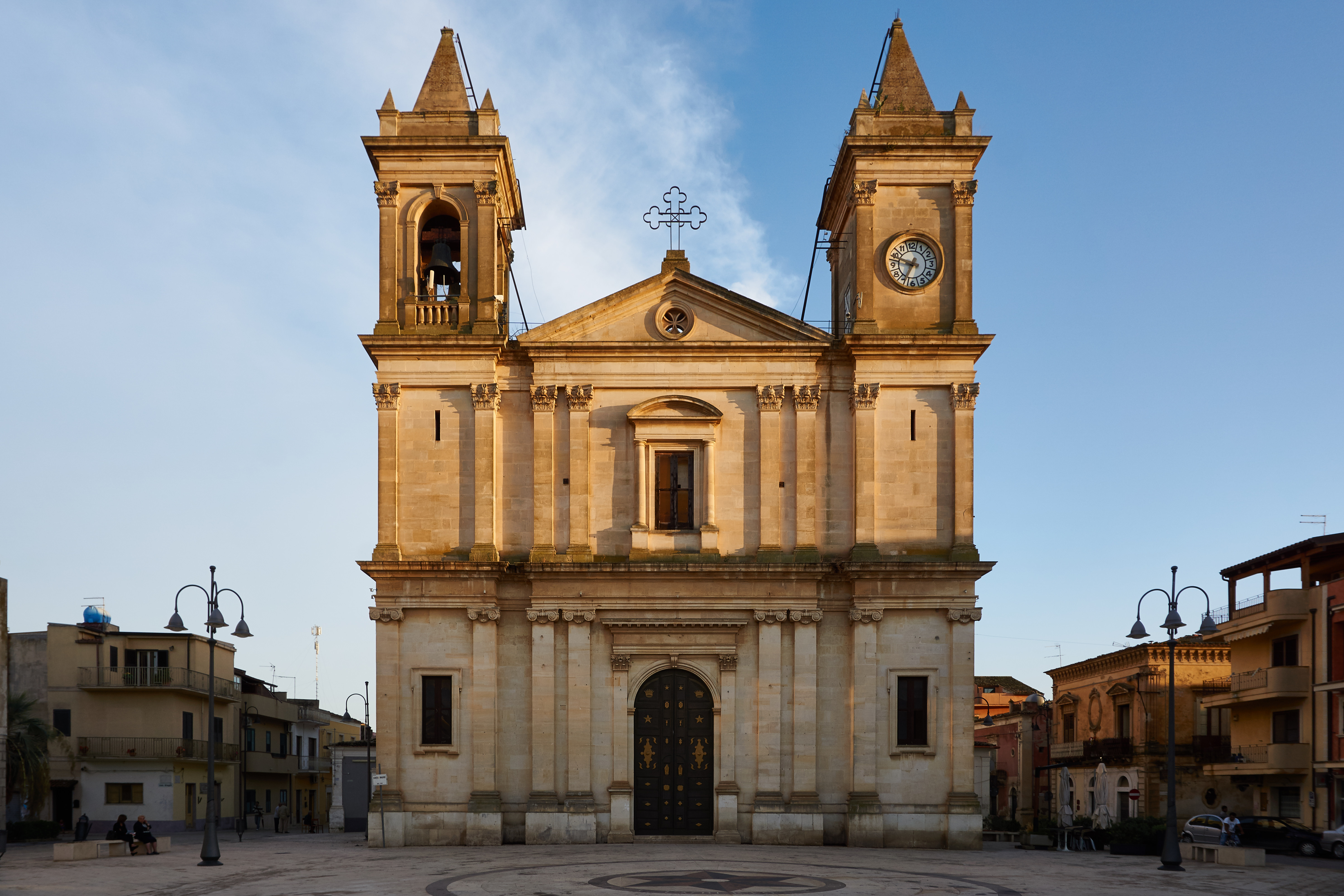
Chiesa San Nicola
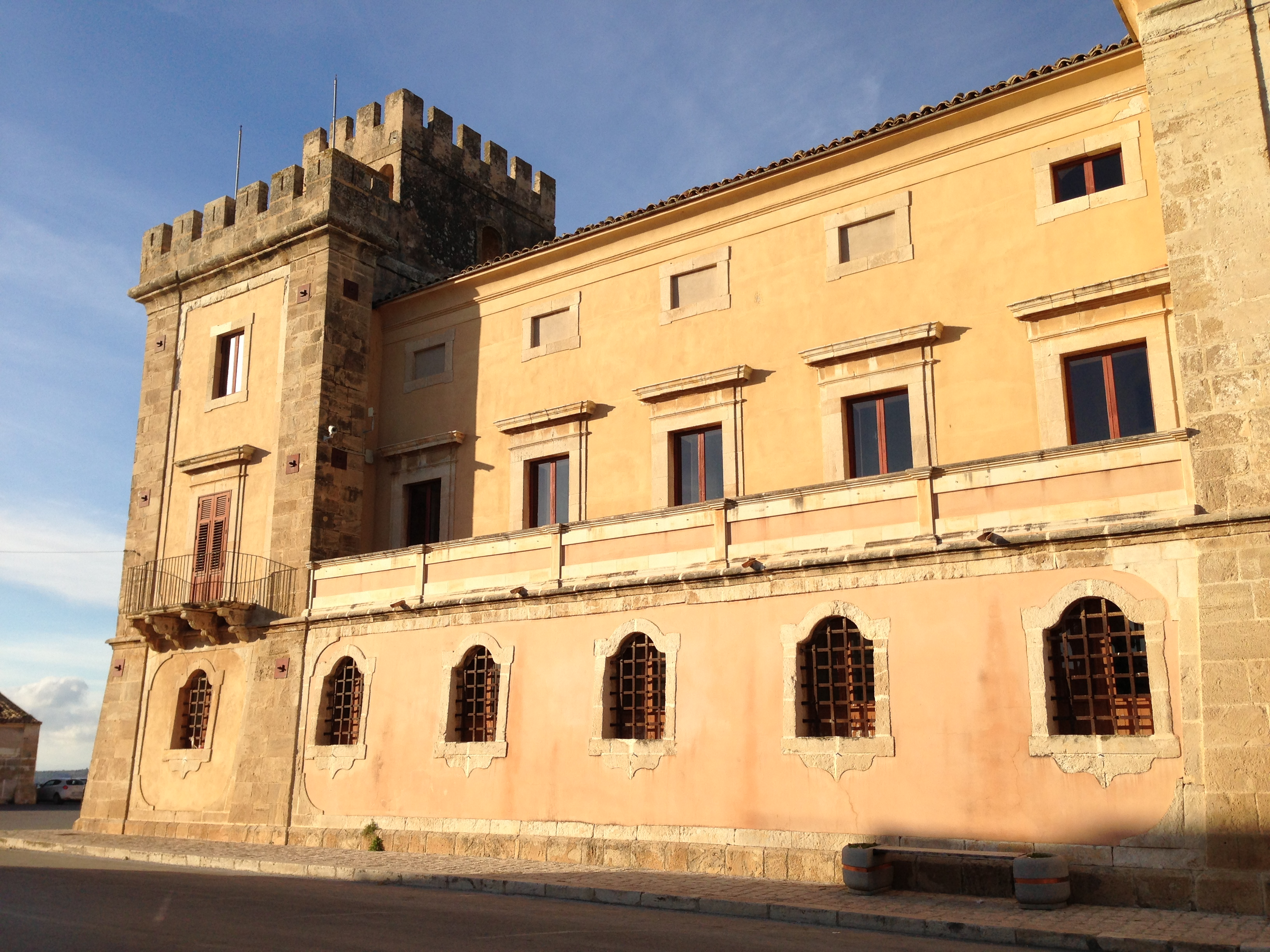
Kastell Biscari
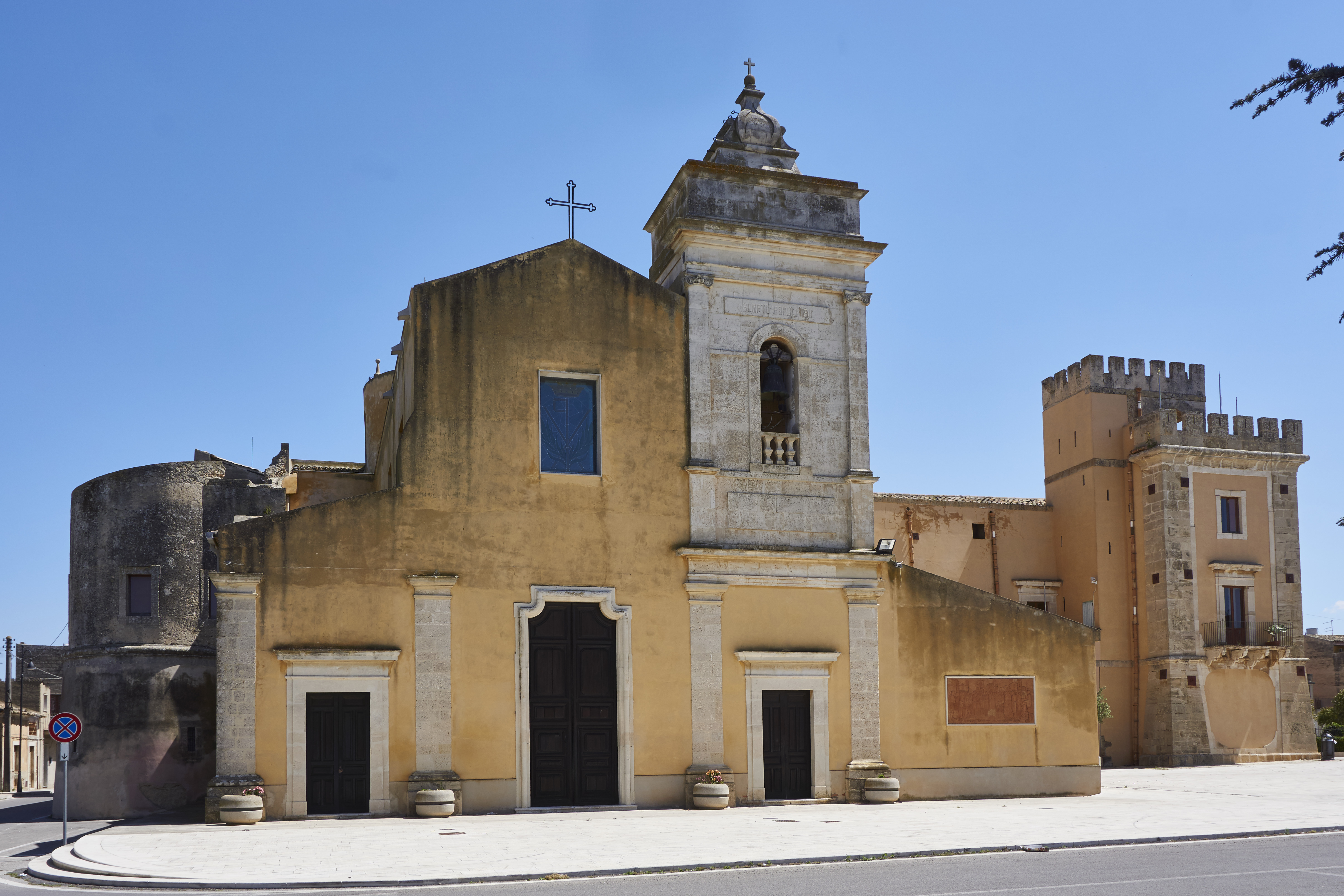
Chiesa di San Vincenzo